# 京成3100形電車 (初代)

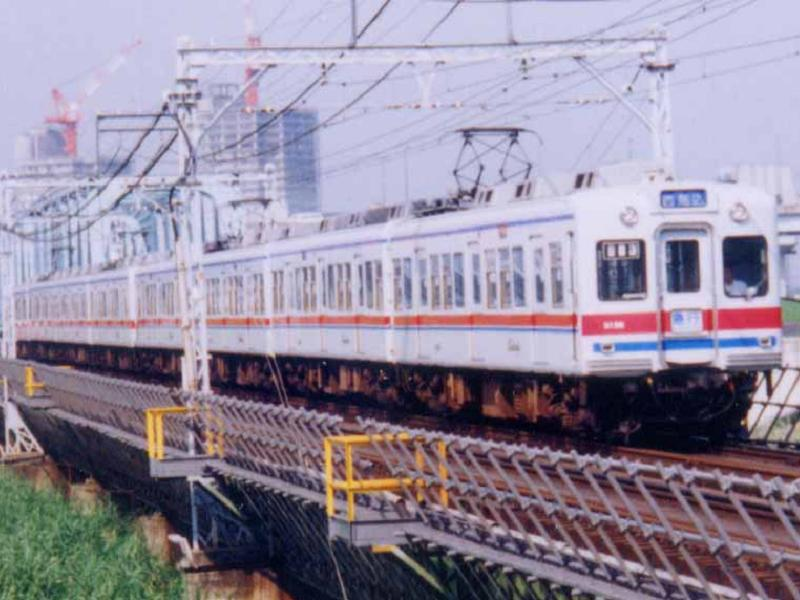
京成電鉄3100形 1995年撮影

京成3100形電車（けいせい3100がたでんしゃ）とは、1960年から1998年まで京成電鉄に在籍していた通勤形電車である。
本項では千葉急行電鉄（現・京成千原線）へリースされていた3100形についても記述する。

## 概要
1960年（昭和35年）11月から1962年（昭和37年）2月にかけて3050形と同様に3101 - 3116・3121 - 3136の2両固定編成16本32両が製造された。3050形と異なる点は、前照灯が左右上部に振り分けて配置された点や、側面乗務員室扉が大型化された点である。3101 - 3116が1960年11月落成の1次車で、3121 - 3136が1961年（昭和36年）11月 - 1962年2月落成の2次車。2次車は京成では初めて空気ばね台車を本格採用した。
駆動装置・モーター・台車の組合せは3101 - 3108・3121 - 3128がTDカルダン・東洋電機製造製モーターTDK810/4F・汽車製造製台車KS-116A（2次車はKS-116B）、3109 - 3116・3129 - 3136はWNカルダン・三菱電機製モーターMB-3028E・住友金属工業製台車FS-329A（2次車はFS-329-B）である。
2次車の3121 - 3136は、仕様も1次車と異なる点が多かったために、3120形と称することもあった。1次車との相違点を記す。
- 空気ばね台車の採用により空気圧縮機 (CP) の容量を高める必要があったため、V型気筒のA-2からV型気筒のC-1000に変更された。
- 前面の運行番号表示器は運転台窓に設置された。
- 車体側面の社名ロゴ表記が「K.D.K.」から「Keisei」文字とされた。社名ロゴは当形式の1次車以前を含めて更新時にKeisei文字に変更された。

また、当時京成電鉄の傘下にあった小湊鉄道が1961年（昭和36年）より導入したキハ200形気動車は、本系列の前面デザインや塗装に影響を受けたものとされている。

## 更新前の主な改造や動向・特筆事項など
1970年（昭和45年）前後に、屋根部の二段構造を廃してベンチレーター（通風器）の取り付けや、側扉（アルミ製塗装仕上扉）の窓ガラス支持方式を黒Hゴムから金属に変更された。
3121 - 3124はステンレス製の小窓タイプ扉を試用し、冷房装置搭載（後述）後も暫く使用された。なおステンレス製小窓タイプ扉は1971年(昭和46年)下期に製作された新京成800形で採用されている。その他、1次車においては運行番号表示器を2次車と同様に運転台窓に掲げるタイプに変更し、同時に運転台窓の上にあった表示窓は廃止された。
1980年（昭和55年）春以降、更新前に3105 - 3108・3121 - 3124・3133 - 3136でツートンカラーからファイアーオレンジベースへの塗装変更が行われた（他車は更新時に変更）。側面社名ロゴ表記が「K.D.K.」のファイアーオレンジベース塗装は3105 - 3108のみである。
1982年（昭和57年）2月から3月の間、1月末日に廃車となった「青電」カルダン駆動試作車の2203-704の後継車として、更新入場直前の3121・3122が暫定的に行商専用車として使用された。その後急行電車の最後部車両への設定を経て、2013年 (平成25年) 3月に廃止されるまで平日朝の普通1本の最後部車両に設定されていた。
更新前の編成や運用などは1次車は車両番号順で4両編成を組成したり、3000・3050形と組み6両を組成することが多かった。
2次車は空気ばね台車を装着するため、両開き扉車の3200形4両編成の上野寄りに連結して、6両編成を組むことが多かったが、片開き扉車と両開き扉車の混結は、扉開閉時間が異なることから1981年（昭和56年）夏に廃止になり、同時期以降も未更新で残った車両については、当形式のみでの編成で運用に就いていた。

## 更新工事

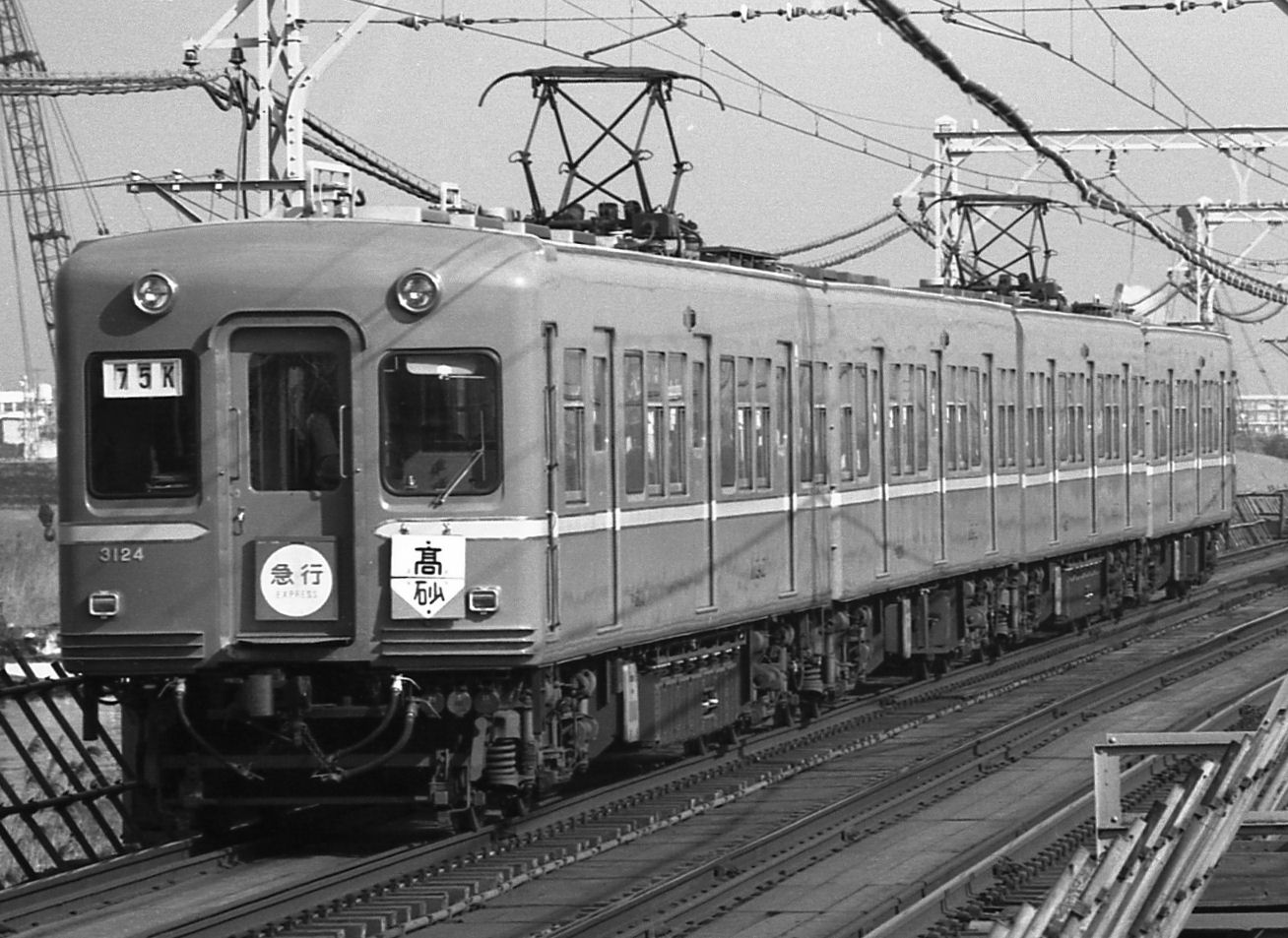
更新後、冷房改造前の姿 1985年撮影

1980年7月から1982年12月にかけて施工された。順序は1980年7月に出場した3103・3104に始まり、1982年12月出場の3105・3106に終わった。最終出場編成となった3105 - 3108編成のみ津田沼駅から宗吾車庫内に移転した新工場（大栄車輌）で行われたほかは津田沼の旧工場で行われた。以下に主な改造点を記す。
- 車両番号順に4両編成化され、半数の車両は中間車化された。2両分割可能にするため、中間車間は狭幅貫通路とした。中間車化された奇数号車には、従来のアルミ製乗務員扉を流用することにより貫通扉を設置した。
- その他、主な変更点は以下のとおりである。
  - 前照灯と尾灯（急行灯と同灯で切り替え式）の外径がステンレス化された。
  - 運転台窓が小型化され、ワイパー付近の凹凸が廃止された。
  - 前面貫通扉と側面乗務員扉がステンレス製（前面貫通扉の窓ガラス支持方式は金属タイプ）に交換された。
  - 1次車については、社名ロゴ表記が「K.D.K.」から「Keisei」に変更された。（これにより「K.D.K」ロゴは消滅）
  - 室内天井は耐久性を高めた白デコラが貼付されて無塗装化されたほか、壁デコラ・床・座席は同色新品に交換された。

京成において非冷房車の時点から天井が無塗装化されていた車両は当形式と、試験的にデコラを貼付された3300形3325 - 3328のみであった。
  - 3103・3104・3133・3134の側扉はアルミ製塗装タイプからステンレス製扉に交換された。

3121 - 3124の特徴のあった小窓ステンレス製側扉は更新後も再用した。

当形式の更新は、1979年（昭和54年）末の計画では冷房装置搭載や種別・行先表示器の設置なども行う予定だったが、種々の理由から見送りになった。そのため、外観上はほとんど変化していない。
また3000・3050形更新車と同様に前面の行先表示板や種別表示板は更新前から使用されていたものを流用した。
なお、次の3150形からは冷改と更新がセットで行われるようになったため、更新→冷改の順序で行われたのは3100形が最後になった。

## 更新後から冷房化工事開始時までの改造や動向など
1984年（昭和59年）から1986年（昭和61年）にかけて、室内のアルミ製塗装仕上の貫通扉と乗務員扉の窓ガラス支持方式が黒Hゴムから金属押さえに変更されたほか、側面扉開閉表示灯は2灯化の上一体ケースとされた。それとほぼ並行して1次車に関しては空気圧縮機がV型気筒のA-2から2次車と同一のC-1000に交換され、絶縁性を高めた。
編成は、形式内で4両単独や6両編成を組むことが多かった。後述する冷房搭載工事開始直前の1987年（昭和62年）春ごろまでは、コイルばね台車装着車の1次車と空気ばね台車装着車の2次車も問題なく組成されていた。1次車は3050形と連結して6両編成を組むこともあった。
1986年12月には、一時的に3129 - 3132の中間に3000形中間ユニットの3011 - 3012を挿入して6両固定編成を組んだこともあった。

## 冷房搭載工事
1987年7月より、2次車の3121 - 3124から実施され、同時に種別・行先表示器も設置された。以下に改造の詳細を記す。
- 各車に分散形冷房装置を搭載し、ベンチレーターを撤去した。
- 室内はファンデリア（換気扇）を廃止し、補助送風機として東芝製の首振り扇風機を設置した。それに伴い蛍光灯から内側の天井デコラを白光沢タイプに変更した。
- 冷房搭載にともない電動発電機 (MG) を容量5.5kVAのものから75kVAに交換した。
- 初期に工事出場した3121 - 3124・3129 - 3132を除き、1988年（昭和63年）1月に出場した3133 - 3136からは各編成に2台搭載されている空気圧縮機の電動機を交流駆動に変更され、型式もC-1000からAC-1000とされた。
- 40コマタイプの行先表示器を前面上部中央に、種別・行先表示器を側面に設置した。
- 前面貫通扉を手動式種別表示器付きのステンレス製扉に交換した。なお種別幕は中間埋め込み時の仕切り関係上、3200形更新車とは異なり凹凸の有るタイプとなった[注 3]。

最初に出場した3121 - 3124は、前述したように小窓ステンレス製扉が特徴で、冷房搭載後も約1年はこの扉が継続使用されたが、1988年8月に一般サイズ窓ハニカム構造式のステンレス製扉に交換された。このタイプの扉は、更新時よりステンレス扉だった3103・3104でも冷房化工事時に交換されたほか、3133・3134も工事後の1990年（平成2年）4月に交換された。
京成では、1983年（昭和58年）春の3150形以降において、更新時に冷房搭載工事を実施していた。
1984年夏以降は冷房化率を向上させるため、3300形2次車を筆頭に更新を伴わない冷房搭載のみの工事が行われた。これに関しては経年の浅い形式・グループから順次行い、3300形の工事が終了してから当形式の工事を開始した。3150形と3200形は更新と冷房搭載は同時施工とされたため、単独工事は行わず、当形式以前の車両は更新済み車両の工事となった。
当形式に関しては経年の浅い空気ばね台車装着車の2次車から行い、1988年3月末の3125 - 3128を最後に2次車の工事を終了した。
投資の関係上、1次車に関しては暫く工事を見送っていたが、1989年（平成元年）6月出場の3113 - 3116から1次車の工事を開始した。内容は2次車と同一である。
1989年12月末出場の3109 - 3112を最後に本形式全車の冷房搭載が完了した。この時点で、非冷房車は3000・3050形の計40両のみとなった。

## 冷房化後の改造や動向など
1990年末から1991年（平成3年）初めに1次車の3111・3112ユニットが3050形3059 - 3062と組んだ以外は、他形式と混結した実績はなく、1次車・2次車各グループで4・6・8両編成を組成していた。特に1991年3月の改正以降は3150形とともに4両+4両の8両編成優等列車運用で使用されることが多く、これは営業運転離脱寸前の1995年（平成7年）末まで続いた。
1990年秋から冬にかけて、主幹制御器の小型化、東洋電機製造製のモーター搭載車である3125 - 3128のTDK810/4FモーターをTDK8100Aモーターへ交換、他の東洋車TDK810/AFモーターも同形新品に交換された。
1992年（平成4年）春には行先表示器の字幕について、「上野」・「成田空港」表示のみ日本語の上に大文字で英字を表記するタイプに変更された。
1993年（平成5年）11月からは、車体塗装がファイアーオレンジベースから現行標準色（グレーベースにレッド・ブルー帯）に変更された。最初に変更されたのは3129 - 3132・3105 - 3108である。「赤電」各形式の塗装変更は同年6月から行われたが、前照灯が上部左右にある車両としては初めてであった。前面まで伸びていたステンレス縁取り付けの細帯はすべて撤去され、レッド・ブルーの帯配置は3150形以降と同一とした。1994年（平成6年）6月の3121 - 3124をもって3100形の塗装変更を終了し、1次車の3109 - 3112・3113 - 3116は廃車時まで変更されなかった。検査期限が近付いていたからだとされる。

## 廃車・リース
1995年3月に、ファイアーオレンジ塗装の3109 - 3112・3113 - 3116が廃車された。同時期に3050形3067 - 3070が千葉急行電鉄にリースされたが、これら8両は定期検査期限も近かったことから、解体された。
1996年（平成8年）1月から3月にかけて、現行標準色の3101 - 3108・3123 - 3124・3129 - 3136が廃車され、いずれも後に解体された。
1996年1月、2次車の3125 - 3128が3050形3071 - 3074の代替として千葉急行電鉄にリースされ、3071 - 3074は京成に返却された後に廃車・解体された。従来千葉急行電鉄にリースされた車両は、社名表記変更のほか、ブルーベースにホワイト帯への塗装変更を行っていたが、当形式以降のリース車はグレーベース色は変えずに帯のレッドとブルーを反転させ、社名表記変更を行うのみになった。また、いわゆる「赤電」各形式でTDカルダン車の千葉急行電鉄へのリースは今回が初めてで、以後、千葉急行電鉄リース車は1998年（平成10年）の会社解散までTDカルダン車のみだった。続いて、1996年3月には3050形3067 - 3070の代替として2次車の3121 - 3122が3150形3157 - 3158とともにリースされ、以下の編成を組成。3067 - 3070は京成に返却された後に廃車・解体された。
←ちはら台 上野→
3121-3122-3157-3158
冷房搭載後の当形式の他形式との混結は初で、京成在籍時は皆無だった。
1996年3月末時点で京成車としての当形式は形式消滅となり、千葉急行電鉄にリースされた2次車6両のみが残り、1次車は全廃になった。なお、3121 - 3122は後述のとおり千葉急行電鉄が会社解散した1998年10月から12月の間残ったため、正式な形式消滅は1998年12月上旬となった。

### リース車の動向
1997年（平成9年）6月上旬に千葉急行電鉄にリースされていた3125 - 3128が京成に返却されて廃車になり、その代替として3150形3151 - 3154が新規にリースされた。これにより、赤電片扉車でアルミ製塗装仕上げ扉の車両は消滅した。同時に当形式の上野寄り先頭車も消滅し、3121・3122の成田空港寄りユニットを残すのみになった。
1998年3月末には千葉急行電鉄にリースされていた3121・3122の上野寄りユニットの3157・3158も3161・3162に替わって京成に返却され廃車された。3121・3122は、検査期限延長試験車として12月上旬まで使用することになった。3161・3162は前述の社名表記変更・帯色変更をせずに京成仕様のままでリースされ、異形式・異色編成となった。
1998年10月1日に千葉急行電鉄は会社解散し、施設は一括して京成電鉄に譲渡され、千葉急行線は同社の千原線となった。千葉急行電鉄にリースされていた車両は全車が京成に返却され、千葉急行の社名表記のみ消して（帯色は千葉急行のまま）引き続き使用されることになった。その時点で3121・3122も千葉急行電鉄へのリース車として在籍していたため、京成では形式消滅した当形式が2年半振りに京成に戻り運用に入った。
前述した検査期限延長試験が終了した1998年12月上旬に3121・3122は廃車され、当形式はこれで完全消滅となった。当形式の消滅により、ベージュ色デコラの内装を持つ車両、ユニット間に妻窓を持つ車両、つり革支え棒が普通鋼製塗装である車両、座席下蹴込板が鋼製塗装である車両は姿を消した。
3121・3122は、前述したように1970年には側扉の小窓ステンレス扉化、1982年2月から3月には行商専用車への使用、1987年夏には3100形初の冷房搭載車、1991年3月29日には定期列車として初めて京浜急行電鉄三崎口駅乗り入れ列車に充当され、他の編成の4連と組成され8連で運用し、1996年春には3150形と混結し千葉急行電鉄へリースされたなど、変化の多かった車両でもある。